# Ben Amics
Ben Amics, Associació Lesbiana, Gai, Transsexual, Bisexual i Intersexual de les Illes Balears és una associació sense ànim de lucre constituïda l'any 1991 i registrada legalment el 1994 que lluita contra la situació de discriminació legal i la marginació social que sofreixen les persones del col·lectiu LGTBI+, per tal d'aconseguir la plena igualtat i el respecte de la societat a la diversitat afectiva i sexual. Actualment la presidenta és Tatiana Casado.

## Objectius
Els seus objectius són denunciar l'homofòbia, tot defensant la igualtat social i jurídica del fet homosexual i acabar amb la discriminació per motius d'orientació o identitat sexual en tots els àmbits: social, educatiu, mitjans de comunicació, laboral, entre d'altres, a la nostra societat i a qualsevol part del món. De la mateixa manera, també dediquen els seus esforços a promocionar la salut i la prevenció del virus de la SIDA i altres infeccions de transmissió sexual. En conseqüència, lluiten contra tota discriminació cap a les persones que viuen amb el VIH. En una altra vessant, cerquen prestar serveis i organitzar iniciatives culturals, lúdiques, de formació des del foment de la solidaritat i el voluntariat. L'associació celebra una gala anual on premien persones o entitats locals en la seva tasca, aquests són el siurell i el dimoni rosa. En definitiva, Ben Amics aspiren a crear espais de trobada per a la comunitat gai, lèsbica, transsexual i bisexual. Encara en aquesta línia, Ben Amics s'han significat en nombroses ocasions organitzant mobilitzacions i altres actes demanar el respecte i la inclusió de les persones del col·lectiu LGTBI+ en la societat de forma normalitzada.

## Activisme
Per aconseguir aquests objectius Ben Amics treballa en diversos àmbits: d'una banda realitza diferents activitats, com la Setmana de l'Orgull LGTBI+, tallers de sexe més segur, i de l'altra, centra molts esforços en pedadgogia i formació, realitzant cursos i xerrades sobre diversitat sexual i de gènere, taules informatives, visites culturals, excursions, cicles de cinema, repartiment de preservatius, entre d'altres. Per acabar, també cal destacar el seu treball amb les institucions.
L'activisme de Ben Amics és sostingut i de llarg recorregut. El 2014, Jan Gómez, que aleshores la presidència de l'associació, anà al Palau Reial de l'Almudainda en una recepció oficial amb el rei Felip VI. Aquesta fou la primera ocasió en que una associació LGTBI era convidada a un acte institucional a les Illes Balears.
L'associació esdevingué focus dels mitjans de comunicació arran del seu posicionament en contra de l'assassinat d'en Samuel Luiz, un crim homofòbic on es matà un jove de 24 anys a La Corunya. Ben Amics ha alertat als mitjans de comunicació en diverses ocasions que s'està experimentant un increment d'aquests tipus atacs i cerca la complicitat de la ciutadania en general i difondre les eines a l'abast de tothom per denunciar aquestes agressions i demanar ajuda.
El juny de 2022 tornaren a ser notícia al denunciar el tractament que s'estava fent del Dia Internacional de l'Orgull LGBTIQ+ i les activitats que s'organitzaven al voltant. Les mobilitzacions van acabar amb la dimissió de Sonia Vivas, aleshores regidora de l'Ajuntament de Palma.